# HMS Harvester (H19)
HMS Harvester (H19) là một tàu khu trục lớp H, nguyên được Hải quân Brazil đặt hàng cho hãng Vickers-Armstrongs dưới tên Jurua vào cuối thập niên 1930, nhưng được Hải quân Hoàng gia Anh Quốc mua lại khi Chiến tranh Thế giới thứ hai nổ ra vào tháng 9 năm 1939. Ngay sau khi nhập biên chế, con tàu đã tham gia cuộc triệt thoái Dunkirk, rồi được phân về Bộ chỉ huy Tiếp cận phía Tây làm nhiệm vụ hộ tống vận tải. Nó đã cùng một tàu khu trục khác đánh chìm một tàu ngầm U-boat Đức vào tháng 10, rồi được phân về Lực lượng H một thời gian ngắn vào năm 1941, nhưng dàn vũ khí phòng không của nó tỏ ra quá yếu, nên nó được chuyển sang Lực lượng Hộ tống Newfoundland cho nhiệm vụ hộ tống vận tải tại Bắc Đại Tây Dương. Nó quay trở lại Bộ chỉ huy Tiếp cận phía Tây vào tháng 10 năm 1941 và được cải biến thành một tàu khu trục hộ tống vào đầu năm 1942. Sau khi húc chìm một tàu ngầm Đức đang khi hộ tống Đoàn tàu vận tải HX 228 vào tháng 3 năm 1943, Harvester bị đắm do trúng ngư lôi từ một tàu ngầm Đức khác một ngày sau đó.

## Thiết kế và chế tạo
Harvester có trọng lượng choán nước tiêu chuẩn 1.340 tấn Anh (1.360 t), và lên đến 1.859 tấn Anh (1.889 t) khi đầy tải. Nó có chiều dài chung 323 foot (98,5 m), mạn thuyền rộng 33 foot (10,1 m) và độ sâu của mớn nước là 12 foot 5 inch (3,8 m). Nó được dẫn động bởi hai turbine hơi nước Parsons truyền động ra hai trục chân vịt, sản sinh tổng công suất 34.000 mã lực càng (25.000 kW), cho phép nó đạt tốc độ tối đa 36 hải lý trên giờ (67 km/h; 41 mph). Hơi nước được cung cấp bởi ba nồi hơi ống nước Admiralty. Harvester có thể mang theo tối đa 470 tấn Anh (480 t) dầu đốt, cho phép một tầm hoạt động tối đa 5.530 hải lý (10.240 km; 6.360 mi) ở tốc độ 15 hải lý trên giờ (28 km/h; 17 mph). Thành phần thủy thủ đoàn của nó bao gồm 152 sĩ quan và thủy thủ.
Con tàu được thiết kế để trang bị bốn khẩu pháo QF 4,7 inch (120 mm) Mk. XII L/45 trên các tháp pháo nòng đơn, đặt tên theo thứ tự ‘A’, ‘B’, ‘X’ và ‘Y’ từ trước ra sau; nhưng khẩu ‘Y’ bị tháo dỡ để lấy chỗ mang thêm mìn sâu. Cho mục đích phòng không, Harvester có hai khẩu đội súng máy 0,5 in (13 mm) Mk.III bốn nòng. Nó còn có hai bệ ống phóng ngư lôi bốn nòng trên mặt nước dành cho ngư lôi 21 in (530 mm). Một đường ray thả mìn sâu và hai máy phóng thoạt tiên được trang bị, nhưng tăng lên ba đường ray và tám máy phóng trong khi hoàn thiện. Lượng mìn sâu mang theo cũng tăng lên tương ứng từ 20 lên 110 quả.
Jurua được Brasil đặt hàng cho hãng Vickers-Armstrongs ở Barrow-in-Furness vào ngày 6 tháng 12 năm 1937. Con tàu được đặt lườn vào ngày 3 tháng 6 năm 1938, nhưng nó bị Anh Quốc mua lại vào ngày 5 tháng 9 năm 1939 và đổi tên thành HMS Handy. Được hạ thủy vào ngày 29 tháng 9 năm 1939, nó lại được đổi tên thành Harvester vào tháng 1 năm 1940 do cái tên ban đầu được cho là dễ nhầm lẫn với chiếc tàu chị em Hardy. Harvester được cho nhập biên chế cùng Hải quân Hoàng gia Anh vào ngày 23 tháng 5 năm 1940.

### Các cải biến trong chiến tranh
Bệ ống phóng ngư lôi phía sau của Harvester được thay bằng một khẩu QF 12 pounder 3 inch (76,2 mm) phòng không sau cuộc triệt thoái Dunkirk vào năm 1940, cho dù không thể biết được đích xác thời điểm được nâng cấp. Trong đợt cải biến thành một tàu khu trục hộ tống vào năm 1942, dàn vũ khi phòng không tầm ngắn được tăng cường với hai khẩu pháo tự động Oerlikon 20 mm được trang bị hai bên cánh của cầu tàu; và các khẩu súng máy Vickers bốn nòng cũng được thay bằng một cặp Oerlikon 20 mm sau đó. Tháp pháo ‘A’ được thay thế bằng dàn súng cối Hedgehog chống tàu ngầm. Tháp điều khiển hỏa lực và máy đo tầm xa bên trên cầu tàu được thay bằng radar Kiểu 271 điều khiển hỏa lực, và có nhiều khả năng radar Kiểu 286 dò tìm mặt đất tầm ngắn được tăng cường vào giai đoạn giữa chiến tranh. Con tàu cũng được bổ sung máy định vị vô tuyến HF/DF đặt trên cột ăn-ten.

## Lịch sử hoạt động
Sau một giai đoạn chạy thử máy ngắn tại cảng Portland, Harvester được phân về Chi hạm đội Khu trục 9. Nó tham gia cuộc triệt thoái Dunkirk vào ngày 29 tháng 5 năm 1940, và đã giúp đưa 272 người quay trở về Dover trong ngày hôm đó. Tuy nhiên, tình hình tại Dunkirk trở nên quá nguy hiểm cho việc phái các tàu khu trục lớn và hiện đại hơn, nên Harvester không tiến hành thêm nỗ lực triệt thoái nào khác vào ban ngày của ngày 30 tháng 5. Chủ trương này lại bị đảo ngược, nên nó khởi hành đi Dunkirk trong đêm 30-31 tháng 5, suýt trúng hai quả ngư lôi, nhưng cũng cứu vớt được 1.341 người trong hai chuyến đi vào ngày 31 tháng 5 và thêm 576 người khác vào ngày 1 tháng 6. Nó bị hư hại nhẹ do hỏa lực càn quét của máy bay Đức trong ngày hôm đó và phải được sửa chữa tại xưởng tàu Chatham. Đến ngày 9 tháng 6, con tàu được lệnh đi đến Le Havre, Pháp để giúp triệt thoái binh lính Anh, nhưng không tìm thấy người nào. Nó đón lên tàu 78 người tại Saint-Valery-en-Caux vào ngày 11 tháng 6; vào cuối tháng đó nó hộ tống cho các tàu vận chuyển đưa binh lính và người tị nạn rời Saint-Nazaire và St. Jean de Luz trong Chiến dịch Ariel.
Từ tháng 7 đến tháng 9, Harvester được phân nhiệm vụ hộ tống vận tải cùng Bộ chỉ huy Tiếp cận phía Tây, và nó đã cứu vớt 90 người sống sót từ chiếc tàu buôn tuần dương vũ trang Dunvegan Castle vào cuối tháng 8. Cùng với năm tàu khu trục khác thuộc Chi hạm đội Khu trục 9, nó được phân về Bộ chỉ huy Plymouth làm nhiệm vụ chống xâm nhập từ ngày 8 đến ngày 18 tháng 9 trước khi quay trở lại vai trò tàu hộ tống. Vào ngày 30 tháng 10, dưới sự trợ giúp của tàu chị em Highlander, nó đã đánh chìm tàu ngầm U-boat Đức U-32. Nó cứu vớt 19 người sống sót từ chiếc MV Silverpine vào ngày 5 tháng 12, và 131 người khác từ chiếc tàu buôn vũ trang Crispin vào ngày 3 tháng 2 năm 1941. Nó cũng cứu vớt bốn thành viên của một đội bay máy bay ném bom Armstrong Whitworth Whitley thuộc Không quân Hoàng gia Anh bốn ngày sau đó.
Con tàu được tái trang bị tại Barrow từ ngày 18 tháng 3 đến ngày 18 tháng 4, rồi được phân về Lực lượng H tại Gibraltar nơi nó hộ tống tàu bè trong các chiến dịch Tiger và Splice, các đoàn tàu vận tải tăng viện cho Malta trong tháng 5. Harvester được chuyển sang Lực lượng hộ tống Newfoundland trong tháng 6, vì Đô đốc James Somerville cho rằng dàn vũ khí phòng không của nó quá yếu kém. Nó được phân về Đội hộ tống 14 sau khi đi đến St. John's vào ngày 1 tháng 7, rồi lại được điều động trở lại Bộ chỉ huy Tiếp cận phía Tây ba tháng sau đó và được phân về Đội hộ tống 9. Harvester được cải biến thành một tàu khu trục hộ tống trong một đợt tái trang bị kéo dài tại Dundee, Scotland từ ngày 30 tháng 1 đến ngày 16 tháng 4 năm 1942. Nó tiến hành chạy thử thiết bị radar Kiểu 271 trong tháng 5, rồi tiếp nối các nhiệm vụ tại Bắc Đại Tây Dương trong vai trò soái hạm của Đội hộ tống B-3 trực thuộc Lực lượng Hộ tống Giữa đại dương.
Con tàu được tái trang bị tại Liverpool từ ngày 12 tháng 12 năm 1942 đến ngày 11 tháng 2 năm 1943. Đang khi hộ tống cho Đoàn tàu vận tải HX 228 vào ngày 3 tháng 3, Harvester đã buộc tàu ngầm U-444 phải nổi lên mặt nước rồi húc nó để tiêu diệt. Chiếc tàu khu trục bị hư hại đáng kể, nhưng cũng cứu được năm người sống sót sau khi chiếc tàu ngầm chìm. Ngày hôm sau, Harvester trúng phải ngư lôi phóng từ tàu ngầm U-432, khiến nó vỡ làm đôi và đắm ở tọa độ 51°23′B 28°40′T / 51,383°B 28,667°T. Chín sĩ quan và 136 thủy thủ đã thiệt mạng, nhưng tàu corvette Pháp Aconit đã húc chìm U-432 và cứu vớt được một số ít người sống sót từ chiếc Harvester.